# 劉易斯·伯韋爾·普勒
劉易斯·伯韋爾·「挺胸王」·普勒（英語：Lewis Burwell "Chesty" Puller，1898年6月26日—1971年10月11日），是美国海军陆战队的中將。他在海軍陸戰隊的時候是所有陸戰隊將領中獲授勳章數量最多者，也是唯一被授予五次海軍十字勳章者。在他的軍人生涯中，他曾在海地和尼加拉瓜以遊擊部隊進行戰鬥，並參加了二戰太平洋地區和朝鮮戰爭中的血腥戰役。1955年從海軍陸戰隊退役，在弗吉尼亞州度過餘生。

## 生平
1941年8月28日普勒被返回美國，短暫的離開後，他被任命第1海軍陸戰隊師第7團第1營營長，駐紮在新河，北卡羅來納州。1942年5月8日在太平洋戰爭保衛薩摩亞，9月4日離開薩摩亞。9月18日回到在瓜達爾卡納爾島的海軍第1陸戰師裡。

### 韓德森機場戰役
到達瓜達康納爾島後不久，普勒領他的營在馬坦尼考進行激烈的戰鬥，部隊全賴普勒的快速反應得救。在作戰上，美軍被日軍包圍。普勒跑到岸邊向美國海軍蒙森號驅逐艦求救，然後驅逐艦在登陸艇救出他的海軍陸戰隊，並進行火力支援。他因戰功獲授銅星勳章和V字的戰鬥標誌。到瓜達康納爾島後，普勒在日後稱為“韓德森基地戰役”中得到他的第三枚海軍十字勳章。普勒指揮海軍陸戰隊第7團第1營，1到2個美軍步兵部隊在機場防禦日軍，美國陸軍第164步兵團第3營和海軍陸戰隊共同戰鬥。1942年10月24日晚–25日在機場交火，持續三個小時，海軍陸戰隊第7團第1營和陸軍第164步兵團第3營共70人傷亡；而日軍有將近1400人喪生，最後美軍拿下這個機場結束這場戰役。在這場戰役中，海軍陸戰隊中士約翰·巴西隆獲得榮譽勳章。

### 格洛斯特角戰役
亨德森爭奪戰役結束，普勒上任海軍陸戰隊第7團團長，1943年12月26日和1944年1月19日，在格洛斯特角戰役擔任7團3營營長，後來和第5團第3營在重機槍和迫擊炮下，他巧妙整合、引領部隊成功攻擊戒備森嚴的日本防禦陣地。他晉升為上校，獲頒第四個海軍十字勳章。

### 貝里琉戰役
1月底，普勒出任第1陸戰團團長，1944年2月1日生效。1944年9月和10月，普勒上校指揮第1海軍陸戰隊團在帕勞群島進行持久戰，是海軍陸戰隊歷史上最血腥的戰役行動之一，他在此役獲得第1個軍團勳章。1944年的夏天，普勒的弟弟——美國第4海軍陸戰團副團長薩謬爾·D·普勒，在關島遭到狙擊手擊斃。
普勒回到美國，在1944年11月，赴勒琼营擔任步兵訓練團執行官，兩周後，任命為團長。戰爭結束後，他成了新奧爾良的第八個儲備區主任，後來在珍珠港指揮海軍陸戰隊兵營。

### 韓戰
韓戰爆發時，普勒再次被任命為第1海軍陸戰隊團團長。1950年9月15日參加仁川登陸，獲銀星勳章。他從9月15日到11月2日的領導，使他獲得了第二個功績勳章。長津湖戰役中，他因11月29日至12月4日的英勇行為獲得了美國陸軍傑出服役十字勳章，並因1950年12月5日至10日的功績獲得第五次海軍十字勳章。他在此役說出了名言：“我們尋找敵人已經有一段時間了。我們終於找到了敵人，並被包圍了。這讓事情變得簡單。”